# Denham (Minnesota)
Denham es una ciudad ubicada en el condado de Pine en el estado estadounidense de Minnesota. En el Censo de 2010 tenía una población de 35 habitantes y una densidad poblacional de 10,22 personas por km².

## Geografía
Denham se encuentra ubicada en las coordenadas 46°21′42″N 92°56′30″O / 46.36167, -92.94167. Según la Oficina del Censo de los Estados Unidos, Denham tiene una superficie total de 3.42 km², de la cual 3.42 km² corresponden a tierra firme y (0%) 0 km² es agua.

## Demografía
Según el censo de 2010, había 35 personas residiendo en Denham. La densidad de población era de 10,22 hab./km². De los 35 habitantes, Denham estaba compuesto por el 91.43% blancos, el 0% eran afroamericanos, el 0% eran amerindios, el 0% eran asiáticos, el 0% eran isleños del Pacífico, el 0% eran de otras razas y el 8.57% pertenecían a dos o más razas. Del total de la población el 0% eran hispanos o latinos de cualquier raza.